# Thamnolecania
Thamnolecania es un género de hongos liquenizados  de la familia Ramalinaceae.